# Tòa án Hình sự Quốc tế
Tòa án Hình sự Quốc tế là một tổ chức, tòa án quốc tế có trụ sở tại Den Haag, Hà Lan và là tòa án quốc tế thường trực đầu tiên và duy nhất có quyền truy tố, xét xử cá nhân phạm tội diệt chủng, tội ác chống lại loài người, tội ác chiến tranh và tội ác xâm lược. Tòa án Hình sự Quốc tế được thành lập vào năm 2002 và được coi là một bước tiến, sự đổi mới lớn trong luật quốc tế và nhân quyền.

## Lịch sử

### Bối cảnh
Việc thành lập một tòa án hình sự quốc tế được đề xuất lần đầu tiên tại Hội nghị hòa bình Paris 1919 sau Chiến tranh thế giới thứ nhất. Năm 1937, một hội nghị ở Genève do Hội Quốc Liên tổ chức thông qua một công ước quy định việc thành lập một tòa án quốc tế thường trực để xét xử tội phạm khủng bố quốc tế. Tuy nhiên, công ước không được quốc gia nào phê chuẩn và không có hiệu lực.
Sau Chiến tranh thế giới thứ hai, Khối Đồng Minh thành lập hai tòa án đặc biệt để truy tố, xét xử các lãnh đạo phe Trục: phiên tòa Nürnberg xét xử các lãnh đạo Đức Quốc Xã, Tòa án Quân sự Quốc tế vùng Viễn Đông tại Tokyo xét xử các lãnh đạo Nhật Bản. Năm 1948, Đại Hội đồng Liên Hợp Quốc lần đầu tiên công nhận nhu cầu thành lập một tòa án quốc tế thường trực để xét xử những tội ác chiến tranh. Vào đầu thập niên 1950, Ủy ban Pháp luật Quốc tế soạn thảo hai quy chế tòa án theo yêu cầu của Đại Hội đồng, nhưng việc thành lập một tòa án hình sự quốc tế bị gác lại trong Chiến tranh Lạnh.

### Thành lập
Tháng 6 năm 1989, Thủ tướng Trinidad và Tobago A. N. R. Robinson đề xuất thành lập một tòa án quốc tế để truy tố, xét xử buôn lậu ma túy. Đại Hội đồng Liên Hợp Quốc giao Ủy ban Pháp luật Quốc tế nhiệm vụ soạn thảo quy chế cho một tòa án quốc tế thường trực.
Trong thời gian Ủy ban Pháp luật Quốc tế soạn thảo quy chế, Hội đồng Bảo an Liên Hợp Quốc thành lập Tòa án Hình sự Quốc tế về Nam Tư cũ vào năm 1993 để xét xử tội ác chiến tranh trong Chiến tranh Nam Tư và Tòa án Hình sự Quốc tế về Rwanda vào năm 1994 để xét xử tội ác trong nạn diệt chủng Rwanda, nhấn mạnh nhu cầu một tòa án hình sự quốc tế thường trực.
Năm 1994, Ủy ban Pháp luật Quốc tế trình dự thảo quy chế Tòa án Hình sự Quốc tế trước Đại Hội đồng Liên Hợp Quốc và đề nghị triệu tập một hội nghị để đàm phán thông qua quy chế. Đại Hội đồng Liên Hợp Quốc thành lập Ủy ban đặc biệt về việc thành lập Tòa án Hình sự Quốc tế để xem xét nội dung dự thảo quy chế. Sau khi xem xét báo cáo của Ủy ban, Đại Hội đồng Liên Hợp Quốc thành lập Ủy ban chuẩn bị thành lập Tòa án Hình sự Quốc tế để soạn thảo dự thảo hợp nhất.
Từ năm 1996 đến năm 1998, Ủy ban Chuẩn bị tổ chức sáu phiên họp tại trụ sở Liên Hợp Quốc để lấy ý kiến của các tổ chức phi chính phủ thuộc Liên minh Tòa án Hình sự Quốc tế. Tháng 1 năm 1998, Ủy ban Chuẩn bị triệu tập một hội nghị tại Zutphen, Hà Lan để hợp nhất các dự thảo quy chế.
Tháng 6 năm 1998, Đại Hội đồng Liên Hợp Quốc triệu tập một hội nghị tại Roma để hoàn thiện quy chế của Tòa án. Ngày 17 tháng 7 năm 1998, Quy chế Roma được thông qua với 120 phiếu thuận, 7 phiếu chống và 21 phiếu trắng. Bảy quốc gia bỏ phiếu chống là Trung Quốc, Iraq, Israel, Libya, Qatar, Hoa Kỳ và Yemen.
Đại Hội đồng Liên Hợp Quốc biểu quyết ủng hộ Tòa án Hình sự Quốc tế vào ngày 9 tháng 12 năm 1999 và vào ngày 12 tháng 12 năm 2000. Ngày 1 tháng 7 năm 2002, Quy chế Roma có hiệu lực sau khi được 60 quốc gia phê chuẩn, chính thức thành lập Tòa án Hình sự Quốc tế.

### Hoạt động
18 thẩm phán đầu tiên của Tòa án Hình sự Quốc tế được bầu ra vào tháng 2 năm 2003 và tuyên thệ nhậm chức tại phiên khai mạc Tòa án Hình sự Quốc tế vào ngày 11 tháng 3 năm 2003. Tòa án Hình sự Quốc tế phát lệnh bắt giữ đầu tiên vào ngày 8 tháng 7 năm 2005 và tổ chức phiên dự thẩm đầu tiên vào năm 2006. Tòa án Hình sự Quốc tế ra phán quyết đầu tiên vào năm 2012 khi tuyên phạt Thomas Lubanga Dyilo 14 năm tù vì tội ác chiến tranh liên quan đến việc sử dụng lính trẻ em.
Ngày 17 tháng 3 năm 2023, Tòa án Hình sự Quốc tế phát lệnh bắt giữ Tổng thống Nga Vladimir Vladimirovich Putin và Ủy viên Tổng thống về Quyền trẻ em tại Nga Maria Alekseyevna Lvova-Belova vì bắt cóc trẻ em trong Chiến tranh Nga – Ukraina. Putin là nguyên thủ quốc gia đầu tiên của một thành viên thường trực Hội đồng Bảo an Liên Hợp Quốc bị Tòa án Hình sự Quốc tế phát lệnh bắt giữ. Nga trả đũa bằng cách phát lệnh truy nã chủ tịch Tòa án Hình sự Quốc tế. Tháng 3 năm 2024, Tòa án Hình sự Quốc tế phát lệnh bắt giữ chỉ huy Lực lượng Không quân tầm xa Sergey Kobylash và chỉ huy Hạm đội Biển Đen Viktor Sokolov vì tội ác chiến tranh ở Ukraina.
Ngày 21 tháng 11 năm 2024, Tòa án Hình sự Quốc tế phát lệnh bắt giữ Thủ tướng Israel Benjamin Netanyahu, Bộ trưởng Bộ Quốc phòng Israel Yoav Gallant và lãnh đạo Lữ đoàn Al Qassem Mohammed Deif liên quan đến tội ác chiến tranh trong Chiến tranh Israel – Hamas. Khan thu hồi yêu cầu phát lệnh bắt giữ lãnh đạo Hamas Yahya Sinwar và Chủ tịch Cục Chính trị Hamas Ismail Haniyeh sau khi xác nhận hai người đã chết.
Ngày 23 tháng 1 năm 2025, Công tố viên Tòa án Hình sự Quốc tế Karim Khan đề nghị phát lệnh bắt giữ Lãnh tụ Tối cao Afghanistan Haibatullah Akhundzada và Chánh án Afghanistan Abdul Hakim Haqqani vì tội ác chống lại loài người về giới, cụ thể là ngược đãi phụ nữ và trẻ em gái Afghanistan, bao gồm tước đoạt quyền tự do đi lại, quyền bất khả xâm phạm về thân thể, quyền được giáo dục và quyền bất khả xâm phạm về đời sống riêng tư, gia đình.
Ngày 7 tháng 3 năm 2025, Toà án Hình sự Quốc tế phát lệnh bắt giữ cựu tổng thống Philippines Rodrigo Duterte vì tội ác chống lại loài người liên quan đến cuộc chiến chống ma túy ở Philippines xảy ra khi Philippines còn là thành viên Quy chế Roma. Duterte bị Cảnh sát Quốc gia Philippines và Interpol bắt giữ vào ngày 11 tháng 3 năm 2025 và bị áp giải đến Den Haag, Hà Lan vào ngày 12 tháng 3 năm 2025.

## Quốc gia thành viên
Tính đến  tháng 1 năm 2025, 125 quốc gia là thành viên Quy chế Roma, bao gồm tất cả các quốc gia Nam Mỹ, hầu hết các quốc gia châu Âu, châu Đại Dương và một nửa các quốc gia châu Phi. Burundi rút khỏi Quy chế Roma vào ngày 27 tháng 10 năm 2017 và Philippines rút khỏi Quy chế Roma vào ngày 17 tháng 3 năm 2019. 29 quốc gia đã ký kết nhưng chưa gia nhập Quy chế Roma. Israel, Hoa Kỳ, Sudan và Nga đã tuyên bố không có ý định gia nhập Quy chế Roma. 41 quốc gia chưa ký kết Quy chế Roma, bao gồm Trung Quốc và Ấn Độ.

## Cơ cấu tổ chức
Hội đồng các quốc gia thành viên là cơ quan giám sát việc quản lý Tòa án Hình sự Quốc tế. Bản thân Tòa án Hình sự Quốc tế gồm bốn cơ quan: Đoàn Chủ tịch, các Tòa, Văn phòng Công tố viên và Văn phòng Thư ký.

### Hội đồng các quốc gia thành viên
Hội đồng các quốc gia thành viên là cơ quan giám sát quản lý Tòa án Hình sự Quốc tế. Hội đồng gồm một đại diện từ mỗi quốc gia thành viên, mỗi đại diện có một phiếu bầu.:Điều 112 Hội đồng phải nỗ lực quyết định bằng sự đồng thuận.:Điều 112 Trong trường hợp không đạt được sự đồng thuận thì Hội đồng tiến hành biểu quyết.:Điều 112 Chủ tịch và hai phó chủ tịch Hội đồng do Hội đồng bầu trong số thành viên. Nhiệm kỳ của chủ tịch và các phó chủ tịch là ba năm.
Hội đồng các quốc gia thành viên họp mỗi năm một kỳ tại trụ sở Tòa án Hình sự Quốc tế hoặc trụ sở Liên Hợp Quốc và họp bất thường nếu cần thiết.:Điều 112 Các quốc gia quan sát và các tổ chức phi chính phủ có thể dự thính kỳ họp.
Hội đồng các quốc gia thành viên có nhiệm vụ bầu thẩm phán, công tố viên, quyết định ngân sách của Tòa án, thông qua các văn bản quan trọng (như Quy tắc tố tụng và Bằng chứng) và giám sát quản lý những cơ quan khác của Tòa án.:Điều 112 Hội đồng có quyền miễn nhiệm một thẩm phán hoặc công tố viên trong trường hợp có sai phạm nghiêm trọng, xao lãng nhiệm vụ nghiêm trọng hoặc không làm việc được.:Điều 46

### Cơ quan nội bộ

#### Đoàn Chủ tịch

Akane Tomoko là chủ tịch Tòa án Hình sự Quốc tế đương nhiệm

Đoàn Chủ tịch có nhiệm vụ quản lý Tòa án Hình sự Quốc tế (ngoại trừ Văn phòng Công tố viên). Đoàn Chủ tịch gồm chủ tịch, phó chủ tịch thứ nhất và phó chủ tịch thứ hai. Thành viên Đoàn Chủ tịch do Tòa án Hình sự Quốc tế bầu trong số thẩm phán. Nhiệm kỳ của thành viên Đoàn Chủ tịch là ba năm, thẩm phán không được bầu vào Đoàn Chủ tịch quá hai nhiệm kỳ.:Điều 38
Chủ tịch Tòa án Hình sự Quốc tế đương nhiệm là Akane Tomoko, nhậm chức vào ngày 11 tháng 3 năm 2024.

#### Tòa
Tòa án Hình sự Quốc tế gồm 18 thẩm phán do Hội đồng các quốc gia thành viên bầu ra. Mỗi quốc gia thành viên có quyền đề cử một ứng viên. Nhiệm kỳ của thẩm phán là chín năm và thẩm phán không được tái cử. Thẩm phán phải là công dân của một quốc gia thành viên và không được có hai thẩm phán là công dân của cùng một quốc gia thành viên.:Điều 36 Thẩm phán được phân công vào Tòa dự thẩm, Tòa sơ thẩm hoặc Tòa phúc thẩm của Tòa án Hình sự Quốc tế.
Công tố viên, bị can hoặc bị cáo có quyền yêu cầu một thẩm phán hồi tỵ khỏi vụ việc nếu có căn cứ nghi ngờ hợp lý sự công bằng của thẩm phán. Thẩm phán bị loại khỏi một vụ việc nếu ít nhất quá nửa tổng số thẩm phán biểu quyết tán thành.:Điều 41 Thẩm phán có thể bị miễn nhiệm trong trường hợp có sai phạm nghiêm trọng, xao lãng nhiệm vụ nghiêm trọng hoặc không làm việc được. Thẩm phán bị miễn nhiệm nếu ít nhất hai phần ba số thẩm phán và hai phần ba số quốc gia thành viên biểu quyết tán thành.:Điều 46

#### Văn phòng Công tố viên

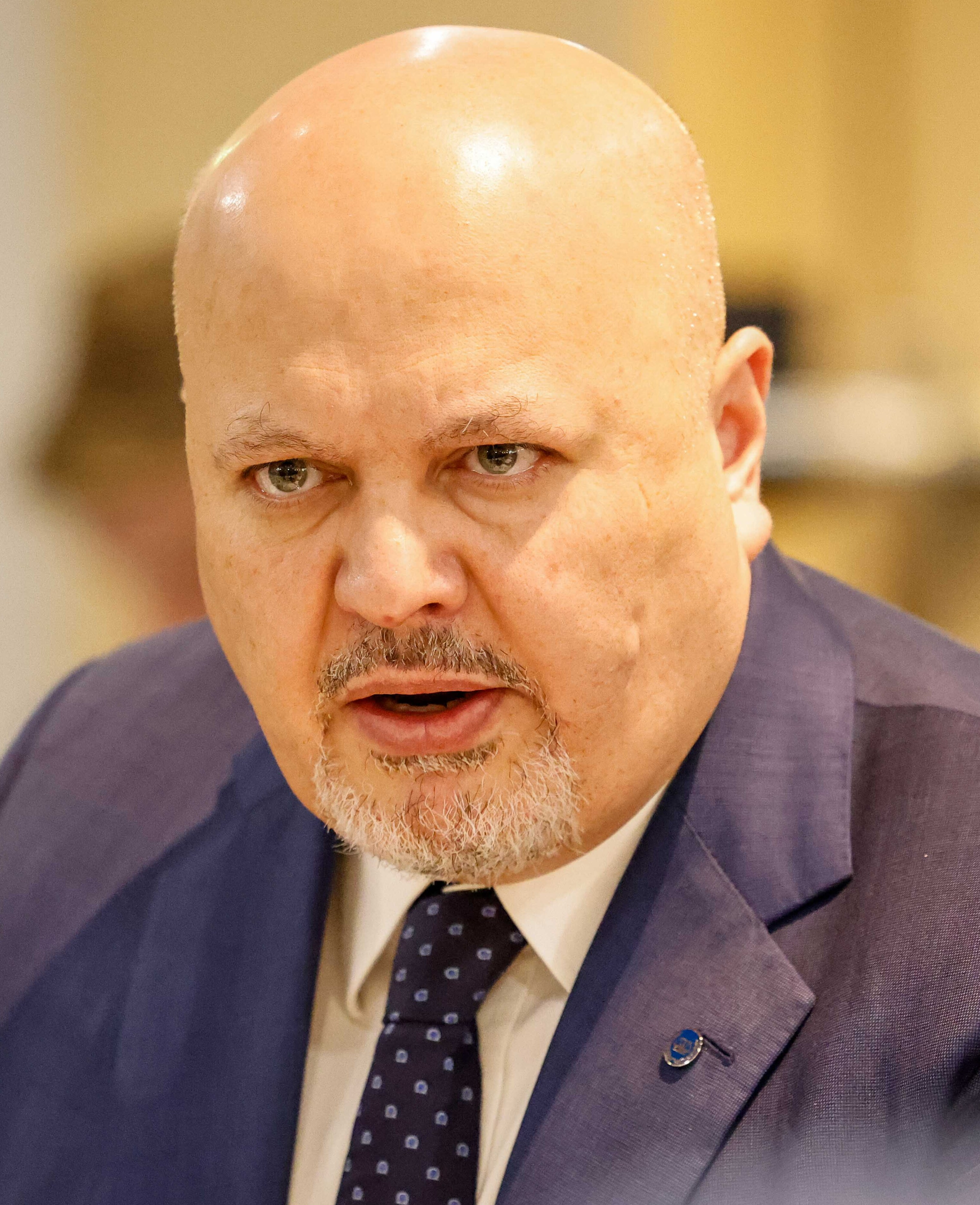
Karim Ahmad Khan là công tố viên Toà án Hình sự Quốc tế đương nhiệm

Văn phòng Công tố viên có nhiệm vụ tiến hành điều tra và truy tố các vụ việc thuộc thẩm quyền của Tòa án Hình sự Quốc tế. Văn phòng Công tố viên gồm công tố viên Tòa án Hình sự Quốc tế và các phó công tố viên. Công tố viên do Hội đồng các quốc gia thành viên bầu, phó công tố viên do Hội đồng các quốc gia thành viên bầu theo danh sách đề cử của công tố viên. Văn phòng Công tố viên hoạt động độc lập và thành viên Văn phòng Công tố viên không được yêu cầu hoặc hành động theo chỉ dẫn từ bên ngoài.:Điều 42
Công tố viên có thể khởi tố một vụ việc nếu:
- một quốc gia thành viên đề nghị;
- Hội đồng Bảo an Liên Hợp Quốc đề nghị; hoặc
- Hội đồng dự thẩm cho phép.

Bị can hoặc bị cáo có quyền yêu cầu công tố viên hồi tỵ khỏi vụ việc nếu có căn cứ nghi ngờ hợp lý sự công bằng của công tố viên. Tòa phúc thẩm quyết định yêu cầu hồi tỵ.:Điều 42 Công tố viên bị miễn nhiệm nếu quá nửa tổng số quốc gia thành viên biểu quyết tán thành trong trường hợp có sai phạm nghiêm trọng, xao lãng nhiệm vụ nghiêm trọng hoặc không làm việc được.:Điều 46
Công tố viên Tòa án Hình sự Quốc tế đương nhiệm là Karim Khan, được bầu vào ngày 12 tháng 2 năm 2021 và nhậm chức vào ngày 16 tháng 6. Khan là một luật sư người Anh từng lãnh đạo tổ điều tra đặc biệt của Liên Hợp Quốc điều tra tội ác của Nhà nước Hồi giáo ở Iraq và là luật sư bào chữa chính trong các vụ án ở Kenya, Sudan và Libya tại Tòa án Hình sự Quốc tế.

#### Văn phòng Thư ký
Văn phòng Thư ký có nhiệm vụ cung cấp dịch vụ cho những cơ quan khác của Tòa án Hình sự Quốc tế, bao gồm trợ giúp pháp lý, các vấn đề của bị hại, nhân chứng, luật sư bào chữa, tài chính, phiên dịch, mua sắm và nhân sự. Thư ký Tòa án Hình sự Quốc tế do Tòa án Hình sự Quốc tế bầu ra. Nhiệm kỳ của thư ký là năm năm.
Thư ký Tòa án Hình sự Quốc tế đương nhiệm là Osvaldo Zavala Giler, nhậm chức vào ngày 17 tháng 4 năm 2023.

## Tội phạm thuộc thẩm quyền
Tòa án Hình sự Quốc tế có thẩm quyền đối với tội diệt chủng, tội ác chống lại loài người, tội ác chiến tranh, tội ác xâm lược:Điều 5 và tội cản trở hoạt động tư pháp.

### Diệt chủng
Tội diệt chủng được định nghĩa là "hành vi được thực hiện với ý định tiêu diệt toàn bộ hoặc một phần một quốc gia, dân tộc, chủng tộc hoặc tôn giáo" căn cứ Công ước về ngăn ngừa và trừng trị tội diệt chủng.:Điều 6 Quy chế Roma liệt kê năm hành vi cấu thành tội diệt chủng::Điều 6(a)–6(e)
1. Giết các thành viên của một quốc gia, dân tộc, chủng tộc hoặc tôn giáo
2. Gây thiệt hại nghiêm trọng về thể chất hoặc tinh thần cho các thành viên của một quốc gia, chủng tộc, dân tộc hoặc tôn giáo
3. Cố ý tạo ra các điều kiện sống nhằm tiêu diệt toàn bộ hoặc một phần quốc gia, chủng tộc, dân tộc hoặc tôn giáo
4. Áp dụng các biện pháp nhằm ngăn ngừa việc sinh con ở quốc gia, chủng tộc, dân tộc hoặc tôn giáo
5. Cưỡng ép chuyển giao trẻ em ừ quốc gia này sang quốc gia khác, dân tộc, chủng tộc này sang dân tộc, chủng tộc khác hoặc từ tôn giáo này sang tôn giáo khác

### Tội ác chống lại loài người
Tội ác chống lại loài người được định nghĩa là "hành vi được thực hiện như một phần của sự tấn công có hệ thống hoặc trên diện rộng nhằm vào dân thường với nhận biết về sự tấn công đó".:Điều 7 Quy chế Roma liệt kê 16 hành vi cấu thành tội ác chống lại loài người:
1. Giết người
2. Hủy diệt
3. Nô lệ
4. Trục xuất hoặc cưỡng ép di dân[68]
5. Tù giam hoặc những hình thức tước đoạt tự do nghiêm trọng khác
6. Tra tấn
7. Hiếp dâm
8. Nô lệ tình dục
9. Mại dâm cưỡng bức
10. Mang thai cưỡng bức
11. Triệt sản cưỡng bức
12. Bạo hành tình dục
13. Bức hại
14. Mất tích cưỡng bức
15. Tội ác apartheid
16. Những hành vi vô nhân đạo khác

### Tội ác chiến tranh
Tội ác chiến tranh được định nghĩa là vi phạm nghiêm trọng các Công ước Genève, các nghị định thư Công ước Genève và những vi phạm nghiêm trọng pháp luật, tập quán quốc tế khác về xung đột vũ trang.:Điều 8(2) Quy chế Roma liệt kê tổng cộng 74 hành vi cấu thành tội ác chiến tranh.
11 hành vi cấu thành vi phạm nghiêm trọng các Công ước Genève:
1. Giết người
2. Tra tấn
3. Đối xử vô nhân đạo
4. Thử nghiệm sinh học
5. Cố ý gây đau khổ lớn
6. Phá hoại và chiếm đoạt tài sản
7. Cưỡng ép địch phục vụ
8. Tước quyền được xét xử công bằng
9. Trục xuất và chuyển giao bất hợp pháp
10. Giam giữ trái phép
11. Bắt giữ con tin

Bảy hành vi cấu thành vi phạm nghiêm trọng Điều 3 các Công ước Genève và áp dụng cho xung đột vũ trang không mang tính quốc tế:
1. Giết người
2. Cắt xẻo thân thể
3. Đối xử tàn ác
4. Tra tấn
5. Xâm phạm nhân phẩm
6. Bắt giữ con tin
7. Tuyên án hoặc hành quyết trái luật

### Tội ác xâm lược
Tội ác xâm lược được định nghĩa là "vạch kế hoạch, chuẩn bị, khởi xướng hoặc thừa hành bởi một người thực sự có quyền kiểm soát, hoặc ra lệnh tiến hành hành động chính trị hoặc quân sự của một nước, một hành động xâm lược mà theo tính chất nghiêm trọng và quy mô vi phạm rõ ràng Hiến chương Liên Hợp Quốc.":Điều 8 bis(1) Hành động xâm lược được định nghĩa" là "việc một quốc gia sử dụng vũ lực chống lại chủ quyền, toàn vẹn lãnh thổ hoặc độc lập chính trị của một quốc gia khác hoặc một cách khác không phù hợp với Hiến chương Liên Hợp Quốc".:Điều 8 bis(2) Quy chế Roma liệt kê bảy hành vi xâm lược căn cứ Nghị quyết 3314 của Đại Hội đồng Liên Hợp Quốc::Điều 8 bis(2)(a)–8 bis(2)(g)
1. Dùng lực lượng vũ trang để xâm lược hoặc tấn công lãnh thổ của một quốc gia hoặc chiếm đóng quân sự, sáp nhập lãnh thổ lãnh thổ của một quốc gia xuất phát từ việc xâm lược hoặc tấn công
2. Oanh tạc lãnh thổ hoặc dùng vũ khí chống lại lãnh thổ của một quốc gia
3. Phong tỏa cảng hoặc bờ biển
4. Tấn công lục quân, hải quân, không quân hoặc các hạm đội trên biển và trên không
5. Dụng lực lượng vũ trang trên lãnh thổ của một quốc gia khác trái với thỏa thuận đóng quân
6. Cho phép một quốc gia khác dùng lãnh thổ để thực hiện hành động xâm lược quốc gia thứ ba
7. Dùng các tổ chức vũ trang, lực lượng vũ trang không chính quy hoặc lính đánh thuê để thực hiện các hành động vũ trang

### Tội cản trở hoạt động tư pháp
Tội cố ý cản trở hoạt động tư pháp bao gồm khai man, trình bày chứng cứ gian dối, mua chuộc nhân chứng, quan chức Tòa án, trả đũa quan chức Tòa án và nhận hối lộ với tư cách là quan chức Tòa án.:Điều 70

## Thẩm quyền và thụ lý

### Thẩm quyền

#### Lãnh thổ
Lãnh thổ thuộc thẩm quyền của Tòa án Hình sự Quốc tế gồm lãnh thổ, tàu thuyền đã đăng ký và máy bay đã đăng ký của các quốc gia là thành viên Quy chế Roma hoặc chấp nhận thẩm quyền của Tòa án Hình sự Quốc tế.:Điều 12

#### Thể nhân
Thể nhân thuộc thẩm quyền của Tòa án Hình sự Quốc tế gồm công dân của các quốc gia là thành viên Quy chế Roma hoặc chấp nhận thẩm quyền của Tòa án Hình sự Quốc tế.:Điều 12 Giống như thẩm quyền lãnh thổ, thẩm quyền thể nhân của Tòa án Hình sự Quốc tế có thể được mở rộng nếu Hội đồng Bảo an Liên Hợp Quốc chuyển một vụ việc đến Tòa án.:Điều 13(b)

#### Thời hiệu
Tội phạm thuộc thẩm quyền của Tòa án Hình sự Quốc tế không có thời hiệu truy cứu trách nhiệm hình sự,:Điều 29 nhưng Quy chế Roma không được áp dụng hồi tố. Toà án Hình sự Quốc tế chỉ có thẩm quyền đối với những tội phạm được thực hiện sau khi Quy chế Roma có hiệu lực.:Điều 11(1) Nếu một quốc gia trở thành thành viên Quy chế Roma sau khi Quy chế Roma có hiệu lực thì Tòa án Hình sự Quốc tế chỉ có thẩm quyền đối với những tội phạm được thực hiện sau ngày gia nhập Quy chế Roma.:Điều 11(2)

### Điều kiện thụ lý

#### Bổ sung
Tòa án Hình sự Quốc tế chỉ thụ lý một vụ việc nếu một quốc gia không muốn hoặc không đủ khả năng truy tố một cách thực sự, tức là Tòa án Hình sự Quốc tế sẽ không thụ lý một vụ việc nếu một quốc gia đang điều tra hoặc truy tố vụ việc đó.:Điều 17(a)–17(c) Nếu một quốc gia quyết định không truy tố hoặc nếu người bị buộc tội được tòa án quốc gia tuyên bố trắng án thì Tòa án Hình sự Quốc tế chỉ thụ lý vụ việc đó nếu Tòa án Hình sự Quốc tế tin chắc rằng quốc gia đó đã không thực sự tiến hành tố tụng.:Điều 17(a)–17(c)

#### Tính nghiêm trọng
Tòa án Hình sự Quốc tế chỉ thụ lý một vụ việc nếu tội phạm đủ nghiêm trọng.:Điều 17(d)

#### Phục vụ công lý
Công tố viên chỉ khởi tố một vụ việc nếu có lý do chính đáng để tin rằng việc điều tra sẽ "phục vụ công lý" sau khi xét đến tính nghiêm trọng của tội phạm và quyền lợi của bị hại.:Điều 53(1)(c) Ngay cả khi xác định có thể truy tố vụ việc dựa trên hồ sơ vụ việc, kết luận điều tra và các điều kiện thụ lý thì công tố viên chỉ truy tố một vụ việc nếu việc truy tố phục vụ công lý sau khi xét đến tất cả các yếu tố, bao gồm tính nghiêm trọng của tội phạm, quyền lợi của bị hại, độ tuổi, sức khỏe của bị can và vai trò của bị can trong việc thực hiện tội phạm.:Điều 53(2)(c)

## Thủ tục

### Xét xử
Phiên tòa xét xử kết hợp tố tụng tranh tụng và tố tụng thẩm vấn. Hội đồng xét xử sơ thẩm gồm ba thẩm phán và quyết định theo đa số. Tòa án Hình sự Quốc tế xét xử công khai, nhưng các thủ tục tố tụng thường được tiến hành kín và những trường hợp xét xử kín chưa được liệt kê chi tiết. Tòa án có thể tiến hành kín các thủ tục tố tụng để bảo vệ nhân chứng, bị cáo và chứng cứ bí mật hoặc nhạy cảm. Tin đồn và những chứng cứ gián tiếp khác thường được coi là hợp pháp. Tòa án Hình sự Quốc tế không có quyền triệu tập người làm chứng phải ra hầu tòa, nhưng có quyền buộc những người đã đồng ý ra hầu tòa phải cung cấp lời khai, chẳng hạn như phạt tiền.

### Quyền của bị can, bị cáo
Người bị buộc tội được suy đoán vô tội:Điều 66 và có quyền được thông báo về các cáo buộc, quyền nhờ người bào chữa hoặc được chỉ định người bào chữa miễn phí, quyền được xét xử nhanh chóng và quyền thẩm vấn các nhân chứng.

### Quyền của bị hại
Bị hại có vai trò, quyền lợi quan trọng trong hoạt động tố tụng của Tòa án Hình sự Quốc tế. Bị hại có quyền tham gia tố tụng, bao gồm trình bày quan điểm và nhận xét với các thẩm phán và công tố viên.
Tòa án Hình sự Quốc tế có trách nhiệm thực hiện các biện pháp cần thiết để bảo vệ bị hại, nhân chứng.:Điều 68 Đơn vị Bị hại và Nhân chứng thuộc Văn phòng Thư ký có nhiệm vụ bảo vệ, tư vấn và hỗ trợ nhân chứng, bị hại ra hầu tòa và những người khác có thể gặp nguy do lời khai của những nhân chứng đó.:Điều 43(6) Văn phòng Luật sư công của bị hại hỗ trợ bị hại và đại diện pháp lý của bị hại.

#### Bồi thường
Bị hại có quyền yêu cầu người bị kết án bồi thường cho bị hại. Hình thức bồi thường bao gồm đền bù, hoàn trả và phục hồi danh dự. Trong trường hợp người bị kết án không có khả năng bồi thường thì Quỹ tín thác của Tòa án Hình sự Quốc tế có thể bồi thường cho bị hại và gia đình của bị hại.

## Hợp tác

### Quốc gia không phải là thành viên Quy chế Roma
Một quốc gia không phải là thành viên Quy chế Roma hợp tác với Tòa án Hình sự Quốc tế trên cơ sở tự nguyện,:Điều 87 (5)(a) nhưng vẫn có nghĩa vụ hợp tác trong một số trường hợp nhất định. Tất cả các quốc gia thành viên Liên Hợp Quốc đều có nghĩa vụ hợp tác với Tòa án Hình sự Quốc tế trong một vụ việc được Tòa án Hình sự Quốc tế xem xét theo đề nghị của Hội đồng Bảo an Liên Hợp Quốc. Ngoài ra, tất cả các quốc gia đều có nghĩa vụ tôn trọng và đảm bảo tôn trọng luật nhân đạo quốc tế theo các Công ước Genève và Nghị định thư I.
Yêu cầu hợp tác của Tòa án Hình sự Quốc tế được thực hiện theo pháp luật của quốc gia thành viên được yêu cầu. Công tố viên có thể trực tiếp thực hiện yêu cầu hợp tác trên lãnh thổ của quốc gia thành viên được yêu cầu sau khi tham khảo ý kiến của quốc gia đó và theo các điều kiện hợp lý của quốc gia đó.:Điều 99 Trong trường hợp một quốc gia chấp nhận thẩm quyền của Tòa án Hình sự Quốc tế không hợp tác với Tòa án Hình sự Quốc tế thì Tòa án Hình sự Quốc tế có thể thông báo cho Hội đồng các quốc gia thành viên hoặc Hội đồng Bảo an Liên Hợp Quốc.:Điều 87(5)

### Quốc gia đã rút khỏi Quy chế Roma
Một quốc gia đã rút khỏi Quy chế Roma vẫn có nghĩa vụ hợp tác với Toà án Hình sự Quốc tế trong các cuộc điều tra hình sự, thủ tục tố tụng được tiến hành trước khi việc rút khỏi Quy chế Roma có hiệu lực. Toà án Hình sự Quốc tế tiếp tục xem xét những vấn đề đang được xem xét trước khi việc rút khỏi Quy chế Roma có hiệu lực.:Điều 127

## Cơ sở vật chất

### Trụ sở

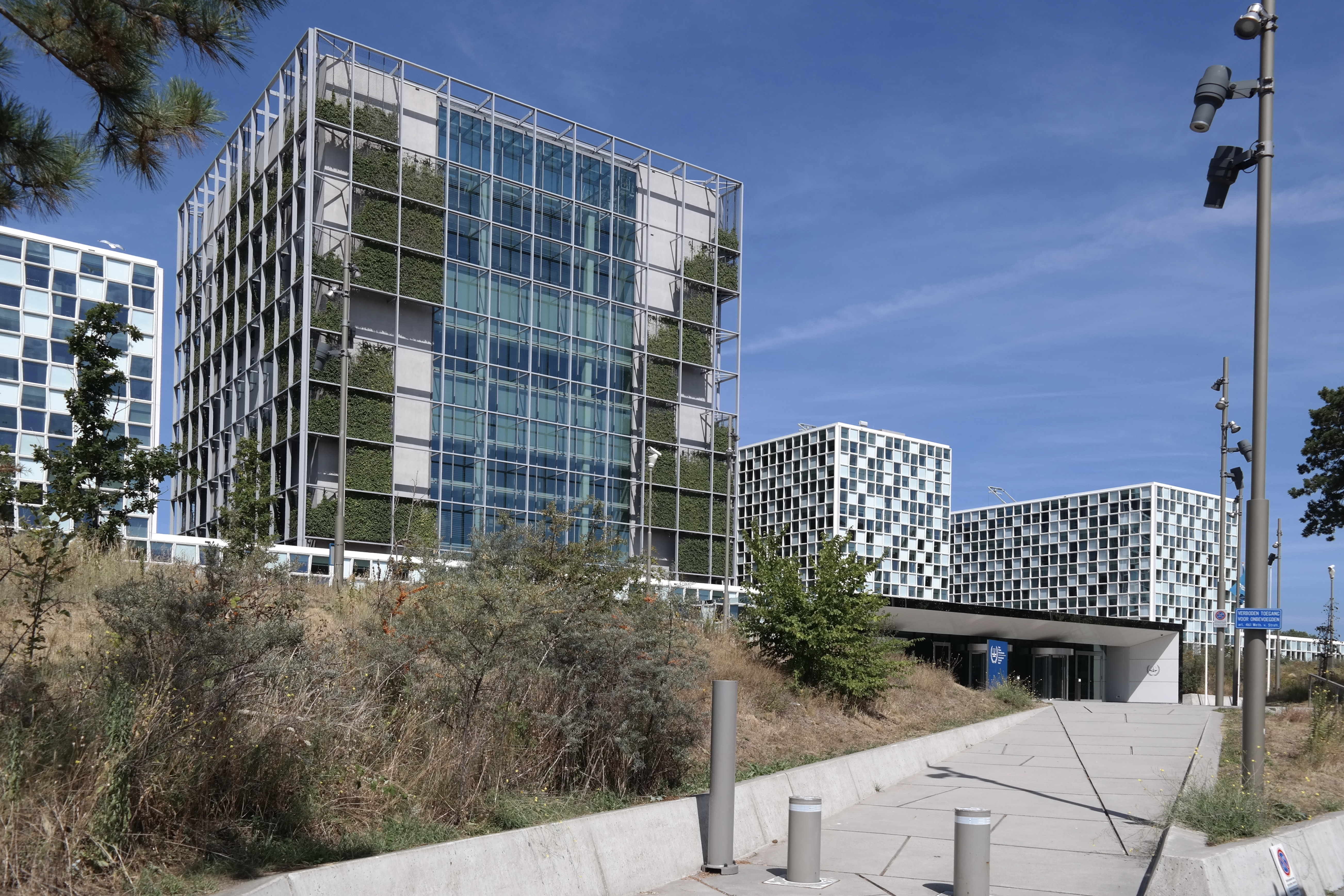
Trụ sở Tòa án Hình sự Quốc tế ở Den Haag, Hà Lan.

Trụ sở của Tòa án Hình sự Quốc tế ở Den Haag, Hà Lan, nhưng Tòa án Hình sự Quốc tế có thể tiến hành tố tụng ở nơi khác.:Điều 3 Cho đến cuối năm 2015, trụ sở Tòa án Hình sự Quốc tế là một tòa nhà của tập đoàn KPN tại Den Haag, Hà Lan.

### Trại giam

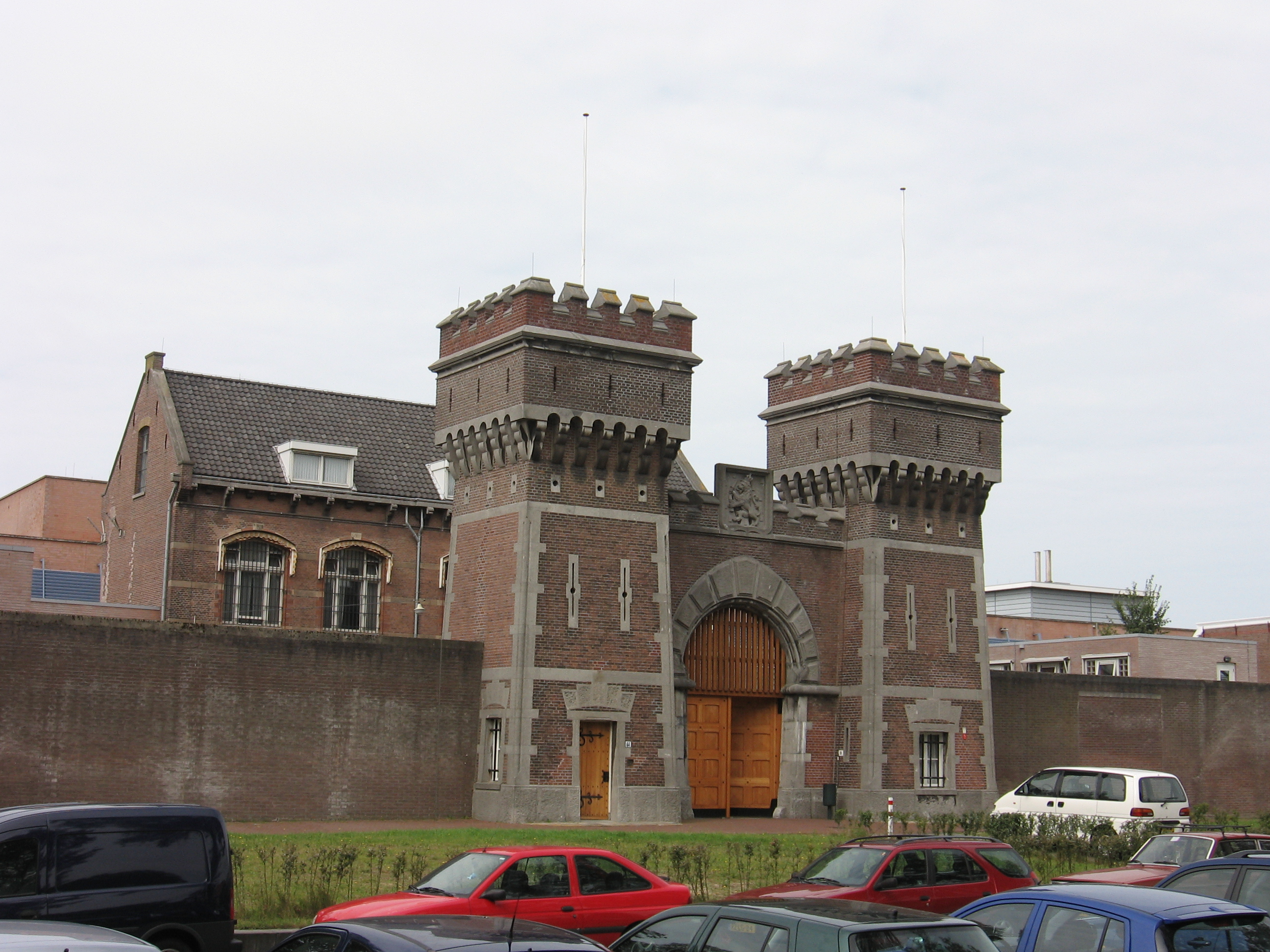
Trại giam của Toà án Hình sự Quốc tế

Trại giam của Tòa án Hình sự Quốc tế gồm 12 phòng giam tại một cơ sở ở Scheveningen của Nhà tù Den Haag.

### Văn phòng
Tòa án Hình sự Quốc tế có một văn phòng liên lạc tại Thành phố New York và các văn phòng địa phương tại Cộng hòa Trung Phi, Bờ Biển Ngà, Cộng hòa Dân chủ Congo, Uganda và Mali.

## Ngân sách
| Số                  | Quốc gia            | Đóng góp (euro) | %     |
| ------------------- | ------------------- | --------------- | ----- |
| 1                   | Nhật Bản            | 24,311,100      | 16.3  |
| 2                   | Đức                 | 16,193,649      | 10.9  |
| 3                   | Pháp                | 12,566,339      | 8.4   |
| 4                   | Anh Quốc            | 12,143,931      | 8.2   |
| 5                   | Ý                   | 8,793,501       | 5.9   |
| 6                   | Brasil              | 8,255,791       | 5.6   |
| 7                   | Canada              | 7,269,812       | 4.9   |
| 8                   | Hàn Quốc            | 6,258,761       | 4.2   |
| 9                   | Úc                  | 5,876,461       | 4.0   |
| 10                  | Tây Ban Nha         | 5,706,356       | 3.8   |
| Những quốc gia khác | Những quốc gia khác | 41,350,083      | 27.8  |
| Tổng cộng           | Tổng cộng           | 148,725,784     | 100.0 |

Ngân sách của Tòa án Hình sự Quốc tế do các quốc gia thành viên chi trả dựa trên khả năng chi trả của mỗi quốc gia, đại khái tương ứng với quy mô nền kinh tế của quốc gia đó. Năm 2024, ngân sách của Tòa án Hình sự Quốc tế là khoảng 187 triệu đô la Mỹ. Tính đến  tháng 4 năm 2017, Tòa án Hình sự Quốc tế có 800 nhân viên từ 100 quốc gia.

## Quan hệ

### Liên Hợp Quốc
Tòa án Hình sự Quốc tế không phải là một cơ quan Liên Hợp Quốc, nhưng Hội đồng Bảo an Liên Hợp Quốc có một số quyền hạn nhất định đối với Tòa án. Hội đồng Bảo an có quyền đề nghị Tòa án Hình sự Quốc tế thụ lý một vụ việc vốn không thuộc thẩm quyền của Tòa án, đình chỉ điều tra, truy tố một vụ việc trong thời hạn 12 tháng và gia hạn đình chỉ điều tra, truy tố vô thời hạn.:Điều 16

### Tổ chức phi chính phủ
Liên minh Tòa án Hình sự Quốc tế là một mạng lưới các tổ chức phi chính phủ với mục tiêu vận động thành lập và hỗ trợ hoạt động của Tòa án Hình sự Quốc tế, gồm 2.500 tổ chức thành viên ở 150 quốc gia, được thành lập vào tháng 2 năm 1995. Thành viên Liên minh Tòa án Hình sự Quốc tế bao gồm Tổ chức Theo dõi Nhân quyền, Ân xá Quốc tế, Liên đoàn Quốc tế Nhân quyền, Mạng lưới Luật Hình sự Quốc tế Hà Lan và các tổ chức địa phương, cấp quốc gia.

## Danh sách điều tra và truy tố của Tòa án Hình sự Quốc tế

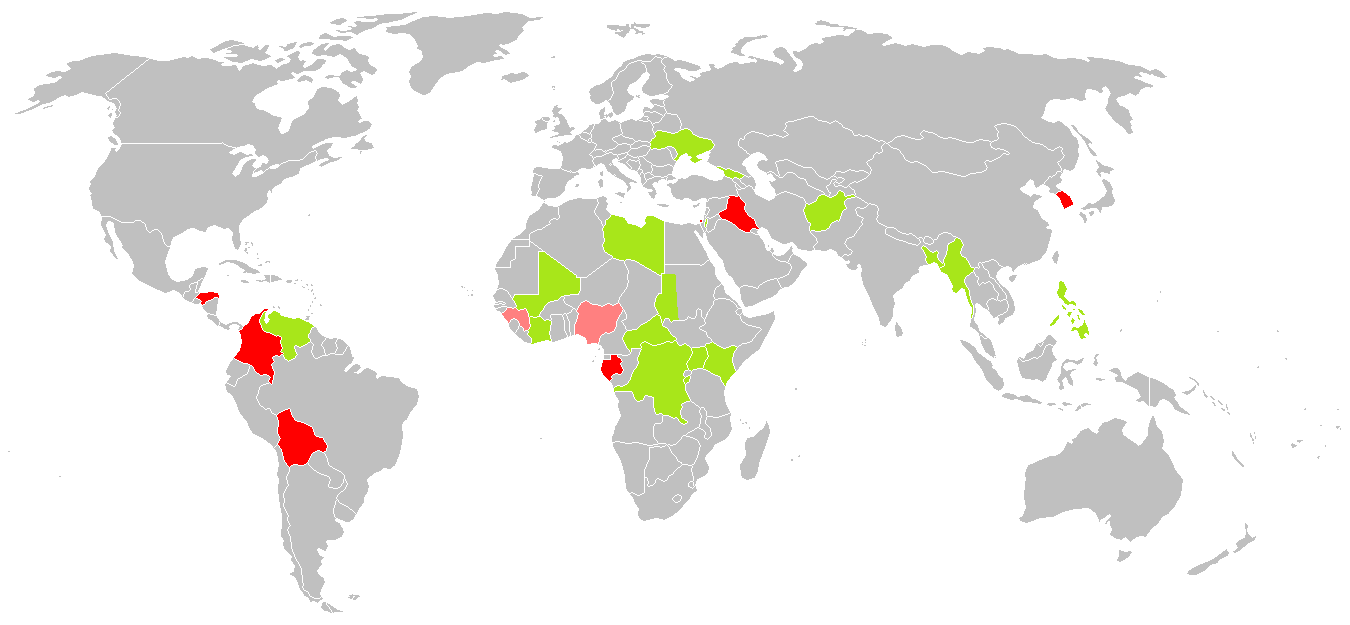
Điều tra và thẩm tra sơ bộ của Tòa án Hình sự Quốc tế tính đến tháng 3 năm 2022
Điều tra chính thức
Điều tra đang chờ cho phép
Thẩm tra sơ bộ đang diễn ra
Thẩm tra sơ bộ đã hoàn tất

Văn phòng Công tố viên đã khởi tố vụ việc ở Afghanistan, Bangladesh/Myanmar, Burundi, Cộng hòa Trung Phi, Bờ Biển Ngà, Darfur, Sudan, Cộng hòa Dân chủ Congo, Gruzia, Kenya, Libya, Mali, Palestine, Philippines, Uganda, Ukraina và Venezuela I. Văn phòng Công tố viên đã hoàn tất thẩm tra sơ bộ ở Bolivia, Colombia, Congo II, Gabon, Guinea, Honduras, Iraq/Anh, tàu thuyền đăng ký của Comoros, Hy Lạp, Campuchia và Hàn Quốc và đang thẩm tra sơ bộ ở Litva/Belarus, Nigeria và Venezuela II.
  Điều tra
  Điều tra đang chờ cho phép
  Thẩm tra sơ bộ đang diễn ra
  Thẩm tra sơ bộ đã hoàn tất
| Quốc gia                           | Theo đề nghị của              | Đề nghị              | Thẩm tra sơ bộ       | Điều tra             | Tình hình hiện tại                                    | Tham khảo               |
| ---------------------------------- | ----------------------------- | -------------------- | -------------------- | -------------------- | ----------------------------------------------------- | ----------------------- |
| Cộng hòa Dân chủ Congo             | Cộng hòa Dân chủ Congo        | 19 tháng 4 năm 2004  | 16 tháng 7 năm 2003  | 23 tháng 6 năm 2004  | Điều tra (giai đoạn 1)                                | [ 106 ] [ 107 ] [ 108 ] |
| Bờ Biển Ngà                        | —                             | —                    | 1 tháng 10 năm 2003  | 3 tháng 10 năm 2011  | Điều tra (giai đoạn 1)                                | [ 109 ] [ 110 ]         |
| Uganda                             | Uganda                        | 16 tháng 12 năm 2003 | 16 tháng 12 năm 2003 | 29 tháng 7 năm 2004  | Điều tra (giai đoạn 2)                                | [ 111 ] [ 112 ] [ 113 ] |
| Colombia                           | —                             | —                    | 30 tháng 6 năm 2004  | —                    | Thẩm tra sơ bộ kết thúc vào ngày 28 tháng 10 năm 2021 | [ 114 ] [ 115 ]         |
| Cộng hòa Trung Phi I               | Cộng hòa Trung Phi            | 7 tháng 1 năm 2005   | 7 tháng 1 năm 2005   | 22 tháng 5 năm 2007  | Điều tra (giai đoạn 2)                                | [ 116 ] [ 117 ] [ 118 ] |
| Darfur, Sudan                      | Hội đồng Bảo an Liên Hợp Quốc | 31 tháng 3 năm 2005  | 1 tháng 4 năm 2005   | 6 tháng 6 năm 2005   | Điều tra (giai đoạn 1)                                | [ 119 ] [ 120 ]         |
| Iraq/Anh                           | —                             | —                    | 9 tháng 2 năm 2006   | —                    | Thẩm tra sơ bộ kết thúc vào ngày 9 tháng 12 năm 2020  | [ 122 ]                 |
| Venezuela                          | —                             | —                    | 9 tháng 2 năm 2006   | —                    | Thẩm tra sơ bộ kết thúc vào ngày 9 tháng 2 năm 2006   | [ 123 ]                 |
| Afghanistan                        | —                             | —                    | 2007                 | 5 tháng 3 năm 2020   | Điều tra (giai đoạn 1)                                | [ 125 ] [ 126 ]         |
| Kenya                              | —                             | —                    | 5 tháng 2 năm 2008   | 31 tháng 3 năm 2010  | Điều tra (giai đoạn 2)                                | [ 127 ] [ 128 ]         |
| Gruzia                             | —                             | —                    | 20 tháng 8 năm 2008  | 27 tháng 1 năm 2016  | Điều tra (giai đoạn 2)                                | [ 129 ] [ 130 ] [ 131 ] |
| Palestine                          | —                             | —                    | 22 tháng 1 năm 2009  | —                    | Thẩm tra sơ bộ kết thúc vào ngày 3 tháng 4 năm 2012   | [ 132 ] [ 133 ]         |
| Guinea                             | —                             | —                    | 14 tháng 10 năm 2009 | —                    | Thẩm tra sơ bộ kết thúc vào ngày 29 tháng 9 năm 2022  | [ 134 ] [ 135 ]         |
| Honduras                           | —                             | —                    | 18 tháng 11 năm 2009 | —                    | Thẩm tra sơ bộ kết thúc vào ngày 28 tháng 10 năm 2015 | [ 136 ]                 |
| Nigeria                            | —                             | —                    | 18 tháng 11 năm 2010 | —                    | Thẩm tra sơ bộ (giai đoạn 3)                          | [ 137 ] [ 138 ]         |
| Hàn Quốc                           | —                             | —                    | 6 tháng 12 năm 2010  | —                    | Thẩm tra sơ bộ kết thúc vào ngày 23 tháng 6 năm 2014  | [ 139 ]                 |
| Libya                              | Hội đồng Bảo an Liên Hợp Quốc | 26 tháng 2 năm 2011  | 28 tháng 2 năm 2011  | 3 tháng 3 năm 2011   | Điều tra (giai đoạn 1)                                | [ 140 ] [ 141 ] [ 142 ] |
| Mali                               | Mali                          | 18 tháng 7 năm 2012  | 18 tháng 7 năm 2012  | 16 tháng 1 năm 2013  | Điều tra (giai đoạn 1)                                | [ 143 ] [ 144 ]         |
| Tàu thuyền đăng ký                 | Comoros                       | 14 tháng 5 năm 2013  | 14 tháng 5 năm 2013  | —                    | Thẩm tra sơ bộ kết thúc vào ngày 2 tháng 12 năm 2019  |                         |
| Cộng hòa Trung Phi II              | Cộng hòa Trung Phi            | 30 tháng 5 năm 2014  | 7 tháng 2 năm 2014   | 24 tháng 9 năm 2014  | Điều tra (giai đoạn 2)                                | [ 148 ] [ 118 ]         |
| Ukraina                            | Albania et al.                | 2 tháng 3 năm 2022   | 25 tháng 4 năm 2014  | 2 tháng 3 năm 2022   | Điều tra (giai đoạn 1)                                | [ 137 ] [ 150 ]         |
| Palestine                          | Palestine                     | 22 tháng 5 năm 2018  | 16 tháng 1 năm 2015  | 3 tháng 3 năm 2021   | Điều tra (giai đoạn 1)                                | [ 152 ] [ 153 ]         |
| Burundi                            | —                             | —                    | 25 tháng 4 năm 2016  | 25 tháng 10 năm 2017 | Điều tra (giai đoạn 1)                                | [ 154 ]                 |
| Gabon                              | Gabon                         | 21 tháng 9 năm 2016  | 29 tháng 9 năm 2016  | —                    | Thẩm tra sơ bộ kết thúc vào ngày 21 tháng 9 năm 2018  | [ 155 ]                 |
| Philippines                        | —                             | —                    | 8 tháng 2 năm 2018   | 15 tháng 9 năm 2021  | Điều tra (giai đoạn 1)                                | [ 156 ] [ 157 ]         |
| Venezuela I                        | Argentina et al.              | 27 tháng 9 năm 2018  | 8 tháng 2 năm 2018   | 3 tháng 11 năm 2021  | Điều tra (giai đoạn 1)                                | [ 137 ] [ 159 ]         |
| Bangladesh/Myanmar                 | —                             | —                    | 18 tháng 9 năm 2018  | 14 tháng 11 năm 2019 | Điều tra (giai đoạn 1)                                | [ 160 ] [ 161 ]         |
| Venezuela II                       | Venezuela                     | 13 tháng 2 năm 2020  | 17 tháng 2 năm 2020  | —                    | Thẩm tra sơ bộ (giai đoạn 2)                          | [ 137 ]                 |
| Bolivia                            | Bolivia                       | 4 tháng 9 năm 2020   | 9 tháng 9 năm 2020   | —                    | Thẩm tra sơ bộ kết thúc vào ngày 14 tháng 2 năm 2022  | [ 162 ]                 |
| Cộng hòa Dân chủ Congo II          | Cộng hòa Dân chủ Congo        | 23 tháng 5 năm 2023  | 15 tháng 6 năm 2023  | —                    | Thẩm tra sơ bộ kết thúc vào ngày 14 tháng 10 năm 2024 | [ 163 ] [ 164 ]         |
| Litva/Belarus                      | Litva                         | 30 tháng 9 năm 2024  | 30 tháng 9 năm 2024  | —                    | Thẩm tra sơ bộ (giai đoạn 1)                          | [ 165 ]                 |
| Ghi chú 1. 2. 3. 4. 5. 6. 7. 8. 9. |                               |                      |                      |                      |                                                       |                         |

| Quốc gia               | Truy tố | Tố tụng đang diễn ra                                                          | Tố tụng đang diễn ra | Tố tụng đang diễn ra       | Tố tụng đang diễn ra | Tố tụng đã hoàn tất do...      | Tố tụng đã hoàn tất do... | Tố tụng đã hoàn tất do...                     | Tố tụng đã hoàn tất do...                      | Hội đồng dự thẩm | Hội đồng sơ thẩm             |
| Quốc gia               | Truy tố | Chưa hầu tòa                                                                  | Dự thẩm              | Xét xử sơ thẩm             | Xét xử phúc thẩm     | Bị cáo qua đời                 | Không thụ lý              | Tuyên bố trắng án, v.v.                       | Kết án                                         | Hội đồng dự thẩm | Hội đồng sơ thẩm             |
| Quốc gia               | Truy tố |                                                                               |                      |                            |                      |                                |                           |                                               |                                                |                  |                              |
| Cộng hòa Dân chủ Congo | 6       | 1 Mudacumura                                                                  | 0                    | 0                          | 0                    | 0                              | 0                         | 2 Chui, Mbarushimana                          | 3 Katanga, Lubanga, Ntaganda                   | I                |                              |
| Uganda                 | 5       | 1 Kony                                                                        | 0                    | 0                          | 0                    | 3 Lukwiya, Odhiambo, Otti      | 0                         | 0                                             | 1 Ongwen                                       | III              |                              |
| Cộng hòa Trung Phi I   | 5       | 0                                                                             | 0                    | 0                          | 0                    | 0                              | 0                         | 1 Bemba (vụ việc chính)                       | 5 Kilolo, Babala, Mangenda, Arido, Bemba (OAJ) | II               |                              |
| Darfur, Sudan          | 7       | 3 Haroun, al-Bashir, Hussein                                                  | 1 Banda              | 1 Abd-Al-Rahman            | 0                    | 1 Jerbo                        | 0                         | 1 Abu Garda                                   | 0                                              | II               | I Iksayb IV Banda            |
| Kenya                  | 9       | 2 Barasa, Bett                                                                | 0                    | 0                          | 0                    | 1 Gicheru                      | 0                         | 6 Kosgey, Ali, Muthaura, Kenyatta, Ruto, Sang | 0                                              | II               |                              |
| Libya                  | 12      | 8 S. Gaddafi, Al Kani, Douma, Al Lahsa, Salheen, Al Shaqaqi, Al Zinkal, Njeem | 0                    | 0                          | 0                    | 3 M. Gaddafi, Khaled, Werfalli | 1 Senussi                 | 0                                             | 0                                              | I                |                              |
| Bờ Biển Ngà            | 3       | 0                                                                             | 0                    |                            | 0                    | 0                              | 0                         | 3 L. Gbagbo, Blé Goudé, S. Gbagbo             | 0                                              | II               |                              |
| Mali                   | 3       | 1 Ghaly                                                                       | 0                    | 0                          | 0                    | 0                              | 0                         | 0                                             | 2 Al-Mahdi, al-Hassan                          | I                |                              |
| Cộng hòa Trung Phi II  | 6       | 2 Adam, Beina                                                                 | 0                    | 3 Yekatom, Ngaïssona, Said | 0                    | 0                              | 0                         | 1 Mokom                                       | 0                                              | II               | V Yekatom, Ngaïssona VI Said |
| Gruzia                 | 3       | 3 Guchmazov, Mindzaev, Sanakoev                                               | 0                    | 0                          | 0                    | 0                              | 0                         | 0                                             | 0                                              | I                |                              |
| Burundi                | 0       | 0                                                                             | 0                    | 0                          | 0                    | 0                              | 0                         | 0                                             | 0                                              | II               |                              |
| Bangladesh / Myanmar   | 0       | 0                                                                             | 0                    | 0                          | 0                    | 0                              | 0                         | 0                                             | 0                                              | I                |                              |
| Afghanistan            | 0       | 0                                                                             | 0                    | 0                          | 0                    | 0                              | 0                         | 0                                             | 0                                              | II               |                              |
| Palestine              | 3       | 2 Gallant, Netanyahu                                                          | 0                    | 0                          | 0                    | 1 Deif                         | 0                         | 0                                             | 0                                              | I                |                              |
| Philippines            | 1       | 0                                                                             | 1 Duterte            | 0                          | 0                    | 0                              | 0                         | 0                                             | 0                                              | I                |                              |
| Venezuela I            | 0       | 0                                                                             | 0                    | 0                          | 0                    | 0                              | 0                         | 0                                             | 0                                              | I                |                              |
| Ukraina                | 6       | 6 Putin, Lvova-Belova, Kobylash, Sokolov, Shoigu, Gerasimov                   | 0                    | 0                          | 0                    | 0                              | 0                         | 0                                             | 0                                              | II               |                              |
| Tổng cộng              | 69      | 29                                                                            | 2                    | 4                          | 0                    | 9                              | 1                         | 14                                            | 11                                             |                  |                              |